# Canadian Soccer Association
Die Canadian Soccer Association (Canada Soccer) (Französisch: Association canadienne de soccer) ist der kanadische Fußballverband.
Er organisiert die Spiele der Frauen- und Männernationalmannschaften und der Jugendnationalmannschaften Kanadas. Innerhalb Kanadas übernimmt die CSA die Aufsicht über den Amateur- und Jugendbereich sowie über die nationalen Profi- und Amateurligen.

## Geschichte

### Vor der Gründung
Eines der ersten Fußballspiele fand 1859 in Toronto zwischen der St. George’s Society und einer Mannschaft von irischen Auswanderern statt. Weitere Spiele wurden 1862 in New Westminster und 1865 in Victoria, British Columbia ausgetragen. Das erste Spiel, welches unter modernen Fußballregeln gespielt wurde, war 1876 in Toronto, nach der Gründung der Dominion Football Association. Dieser Verband war zu gleich der erste Fußballverband, welcher außerhalb Großbritanniens gegründet wurde.
1880 wurde die Western Football Association in Berlin (heute: Kitchener, Ontario) gegründet. Dadurch wurde der Sport, gerade im Süden von Ontario, immer beliebter. Um 1900 wurden auch die ersten Fußballmannschaften gegründet.
1885 und 1886 gab es zum ersten Mal Spiele zwischen Mannschaften der Western Football Association und der American Football Association, dem inoffiziellen Verband der USA.
In den kommenden Jahren wurden weitere lokale Fußballverbände gegründet, so wurde 1896 die Manitoba Football Association und 1901 die Ontario Football Association gegründet. Zu den Olympischen Sommerspielen 1904 wurde der Galt Football Club als Vertreter der Western Football Association und Kanadas geschickt. Die Mannschaft konnte sich gegen zwei Schulmannschaften aus den USA durchsetzen und die Goldmedaille gewinnen.
1905 wurde die Saskatchewan Football Association gegründet. 1911 folgte die Province of Quebec Football Association und die Alberta Football Association.

### Gründung
Am 24. Mai 1912 wurde in Toronto von Vertretern der regionalen Verbände die Dominion of Canada Football Association gegründet (DCFA). Am 31. Dezember 1912 wurde der Verband Mitglied der FIFA. 1926 wurde die erste nationale Liga gegründet, die Canadian National Soccer League. In ihr spielten meistens Mannschaften aus Ontario und Québec.
Am 21. Juni 1926 schied die DCFA aus der FIFA aus. Sie folgte damit dem britischen Verband, welcher sich in einem Streit über die Bezahlung von Amateurfußballern mit der FIFA befand. Am 20. Juni 1948 kehrte der kanadische Fußballverband zurück in die FIFA. Seit 1971 heißt der Dachverband Canadian Soccer Association. Seit 2006 gibt es die Canadian Soccer League, welche die nationale Liga Kanadas darstellt. Diese wird aber von der Ontario Soccer Association verwaltet.
Im Oktober 2007 gehörte Kanada zu den letzten beiden verbliebenen Bewerbern um die Austragung der Fußball-Weltmeisterschaft der Frauen 2011, die FIFA vergab das Turnier jedoch an Deutschland.
Derzeit spielen drei kanadische Vereine in der höchsten nordamerikanischen Fußballliga Major League Soccer: Toronto FC (seit 2007), Vancouver Whitecaps (seit 2011) und Montreal Impact (seit 2012). In der zweithöchsten nordamerikanischen Fußballliga, der North American Soccer League spielen mit dem FC Edmonton und Ottawa Fury derzeit zwei kanadische Mannschaften.
2008 wurde die Canadian Championship geschaffen. Hier erspielen fünf kanadische Mannschaften, Toronto FC, die Vancouver Whitecaps, Montreal Impact, Ottawa Fury und der FC Edmonton, einen Startplatz für die CONCACAF Champions League.
Im März 2011 erhielt Kanada den Zuschlag zur Ausrichtung der Fußball-Weltmeisterschaft der Frauen 2015 (und damit automatisch auch die U-20-WM der Frauen im Jahr davor). Das Turnier, das vom 6. Juni bis 5. Juli 2015 an sechs verschiedenen Spielstätten ausgetragen wurde, war das erste mit 24 Teilnehmern.

## Erfolge
Die kanadische Nationalmannschaft, gestellt von der CSA, konnte bisher folgende Erfolge bekunden:
- 1958 gewinnt sie in der Qualifikation zur Fußball-WM 1958 in Schweden gegen die USA, kann sich aber nicht gegen Mexiko durchsetzen.
- 1984 erreicht Kanada das Viertelfinale des olympischen Fußballturniers gegen Brasilien, scheidet aber gegen den späteren Silbermedaillengewinner im Elfmeterschießen aus.
- 1986 qualifiziert sie sich für die Fußball-WM 1986 in Mexiko, bei der bislang einzigen WM-Teilnahme scheidet man allerdings punkt- und torlos aus.
- 1995 qualifiziert sich die Kanadische Frauenfußballnationalmannschaft für die Frauenfußball-WM 1995 in Schweden
- 1998 gewinnt die Frauen-Mannschaft die CONCACAF Women’s Championship 1998 im eigenen Land, an denen aber die USA nicht teilnahmen und qualifizieren sich damit für die Frauenfußball-WM 1999 in den USA.
- 2000 gewinnt die Kanadische Nationalmannschaft überraschend den CONCACAF Gold Cup 2000 in den USA gegen Kolumbien 2:0. Die Gruppenphase überstand man nur durch Münzwurf als Zweiter.
- 2002 erreicht Kanada das Halbfinale des CONCACAF Gold Cup 2002.
- 2003 erreicht die Frauenmannschaft Kanadas den vierten Platz bei der Frauenfußball-WM 2003 in den USA.
- 2010 gewinnt die Frauen-Mannschaft den CONCACAF Women’s Gold Cup 2010.
- 2015 erreichte die Kanadische Frauenfußballnationalmannschaft bei der Frauenfußball-WM 2015 in Kanada das Viertelfinale.
- 2016 gewinnt die Kanadische Frauenfußballnationalmannschaft den Algarve-Cup.
- 2020 gewinnt die kanadische Frauenfußballnationalmannschaft das olympische Fußballturnier im Elfmeterschießen gegen Schweden.
- 2021 erreicht die Kanadische Nationalmannschaft erneut das Halbfinale im CONCACAF Gold Cup 2021.
- 2022 qualifiziert sich die Kanadische Nationalmannschaft zum 2. mal in ihrer Geschichte für eine WM, diesmal für die Fußball-WM 2022 in Katar. Dort scheiden sie in einer schweren Gruppe als letzter aus.